# Anthony Albanese
Anthony Albanese   (Darlinghurst, 2 de març de 1963), de nom complet Anthony Norman Albanese, és un polític australià, actual primer ministre d'Austràlia. Líder del Partit Laborista Australià (ALP) des de 2019, i parlamentari per Grayndler des de 1996. Albanese fou el 15è viceprimer ministre d'Austràlia durant el segon govern de Kevin Rudd, i ministre del gabinet de Rudd i Gillard entre 2007 i 2013.

## Biografia
Albanese va néixer a Sydney, fill d'un italià i una mare australoirlandesa, qui el va criar com a mare soltera. Va assistir a l'escola St Mary's Cathedral College, i posteriorment va estudiar economia a la Universitat de Sydney. Es va unir al Partit Laborista Australià (ALP) com a estudiant. Albanese va ser elegit a la Cambra de Representants d'Austràlia a les eleccions de 1996, guanyant l'escó per Grayndler, a Nova Gal·les del Sud.
Després de la victòria de l'ALP a les eleccions federals australianes de 2007, Albanese va ser nomenat líder parlamentari i va assumir diversos càrrecs ministerials al govern de Kevin Rudd. Durant les tensions entre Kevin Rudd i Julia Gillard des de 2010 a 2013, Albanese va demanar repetidament unitat al partit. El 2013 esdevindria viceprimer ministre.
Després de la sorpresiva derrota de l'ALP a les eleccions federals australianes de 2019. Shorten va dimitir i Albanese va esdevenir el líder del partit, convertint-se també en cap de l'Oposició.

### Primer ministre
A les eleccions federals australianes de 2022, Albanese va portar el Partit Laborista Australià (ALP) a una victòria per majoria absoluta contra Scott Morrison, de la coalició Liberal-Nacional, fent història com el primer italoaustralià a esdevenir primer ministre. Va jurar el càrrec el 23 de maig de 2022.
Albanese va liderar la resposta del seu govern a la crisi del cost de la vida d'Austràlia causada per l'augment de la inflació entre 2021 i 2023, va celebrar un referèndum sense èxit per consagrar a la Constitució la veu dels Indígenes australians al Parlament, va actualitzar els objectius climàtics d'Austràlia per assolir la neutralitat de carboni el 2050, va fer canvis importants a les relacions industrials, va crear la Comissió Nacional anticorrupció, va modificar les lleis la prohibició als menors de setze anys d'utilitzar les plataformes de xarxes socials, va establir una comissió d'investigació per Robodebt i va ampliar el permís parental retribuït. En política exterior, Albanese va prometre més suport logístic a Ucraïna per ajudar amb la guerra russo-ucraïnesa, va intentar enfortir les relacions a la regió del Pacífic i va supervisar un alleujament de les tensions i les restriccions comercials posades a Austràlia per la Xina. També va administrar l'inici oficial del pacte de seguretat AUKUS entre Austràlia, els Estats Units i el Regne Unit.